# Cordón (calzado)

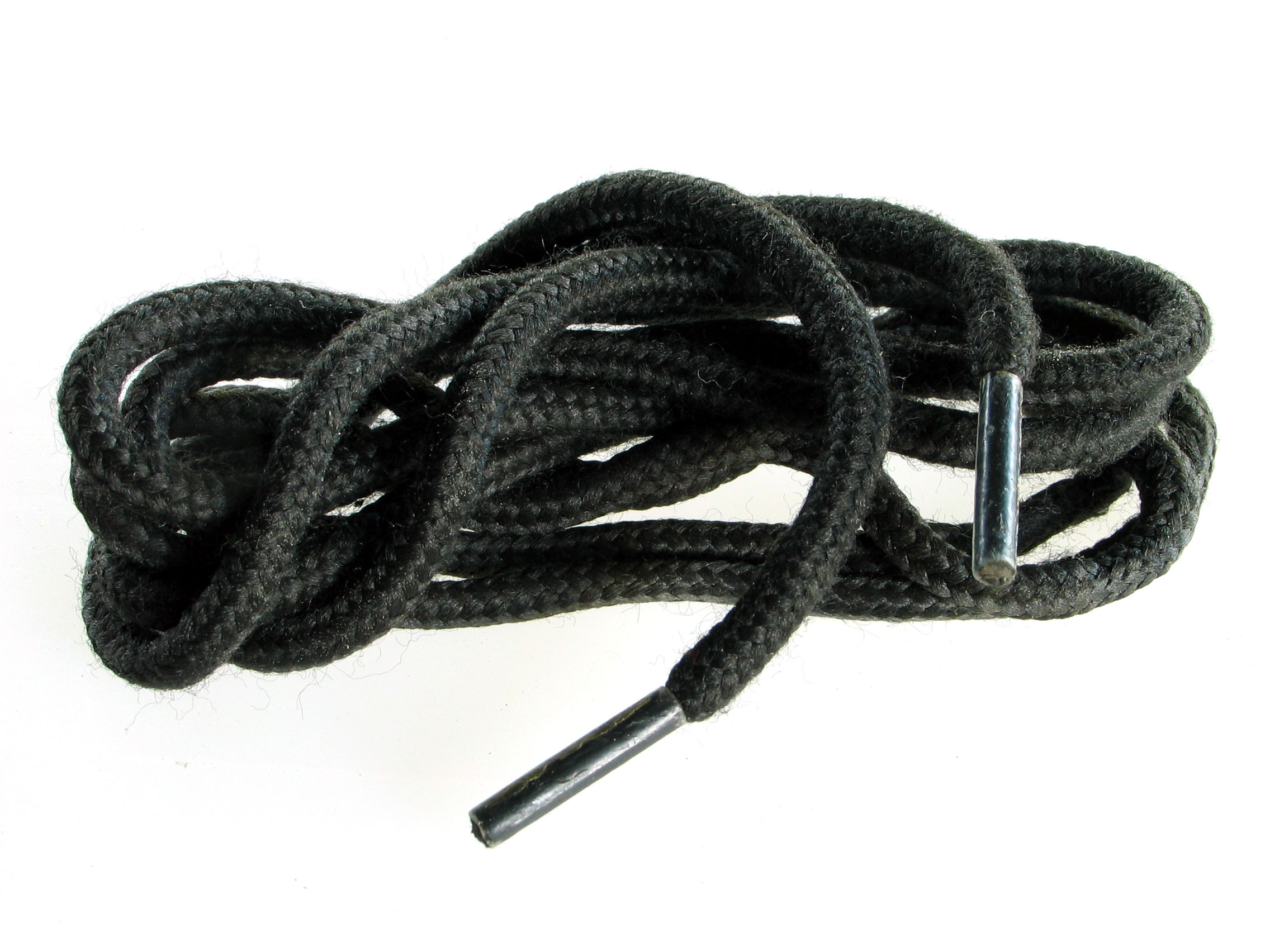
Cordón negro.

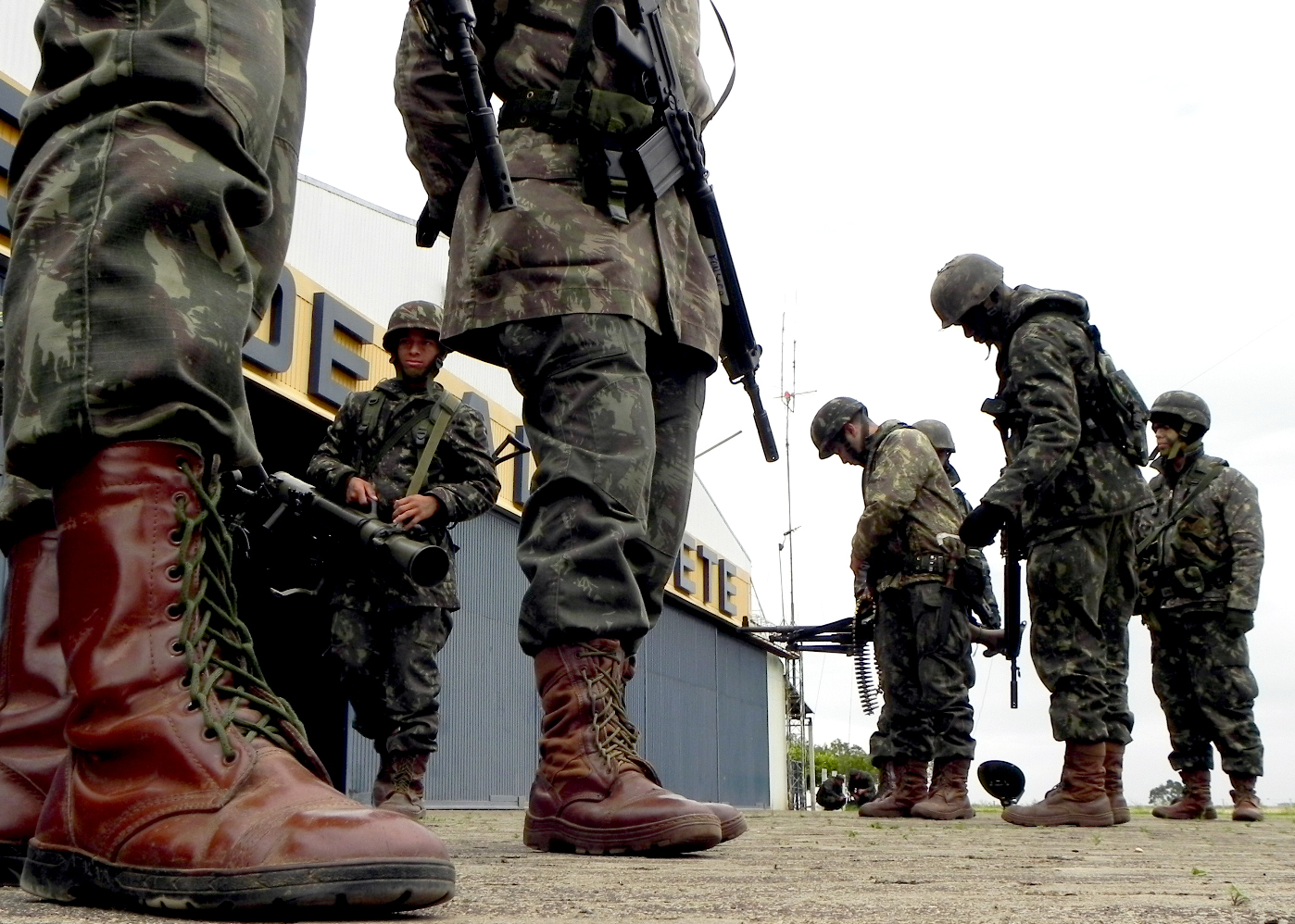
Cordon cobwebbing.

Los cordones, cordoneras, agujetas (México),  trenzas(Venezuela), cintas, pasadores, guatos, o cabetes, son un accesorio utilizado para la sujeción del calzado al pie. El cordón debe ser pasado a través de los diferentes ojales del zapato desde la parte inferior hacia la superior. Una vez terminado este paso, se procede a realizar un nudo con el objeto de que el calzado quede aferrado al pie. 
Los principales materiales usados por los fabricantes de cordones son poliéster, nailon, polipropileno, algodón, algodón encerado, fibra de carbono, yute, hilos metálicos, etc. La punta (también llamada herrete) regularmente consiste en acetato de celulosa fusionado por acetona, aunque también se pueden encontrar puntas metálicas o de PVC fusionadas por calor.

## Fabricación
Los principales pasos en el proceso de fabricación de los cordones son los siguientes:
- Para máquina trenzadora de aguja: montar hilo en filetas, trenzar cordón y cabetear (colocar la punta con el herrete).

- Para máquina trenzadora de malacates rotatorios: bobinar hilo en carretes más pequeños, montar carretes en máquina, trenzar cordón y cabetear.

Los nombres que recibe cada parte del cordón son: lazo, filetas y herrete o acetato, que es la pequeña punta de plástico que se encuentra en cada extremo del cordón y sirve para que entre más fácilmente en el ojal y no se deshilache.